# Instilled in Me
Instilled in Me is een Canadese metalcoreband afkomstig uit Kingston, Ontario.
De band werd opgericht in 2015 en bracht een jaar later zijn debuut-ep uit, eveneens getiteld Instilled in Me. Op 21 februari bracht de band onder eigen beheer het debuutalbum The Shape of Life uit.
Op 25 juni 2020 maakte Instilled in Me via Facebook bekend dat Michael Lajoie verliet de band. Hij had dit in februari van datzelfde jaar al intern gecommuniceerd, maar de band had besloten dit pas later bekend te maken, zodat de volle aandacht naar hun album kon gaan.

## Bezetting[3]
Huidige leden
- Adam Raycraft - zang
- Lee Tessmer - bas

Voormalige leden
- Michael Lajoie - drums
- Jason Monk - gitaar
- Aaron Levesque - gitaar

## Discografie
Studioalbums
- 2020: The Shape of Life

Ep's
- 2016: Instilled in Me